# 航空障害灯

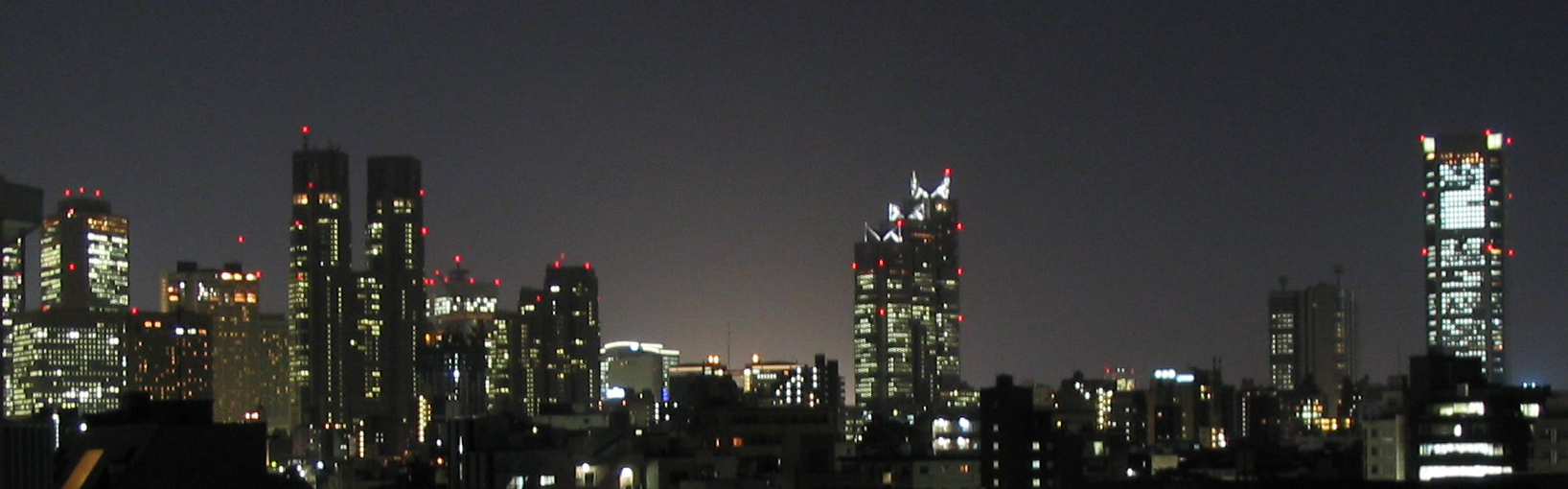
西新宿の高層ビル　赤く点灯または明滅しているのが航空障害灯

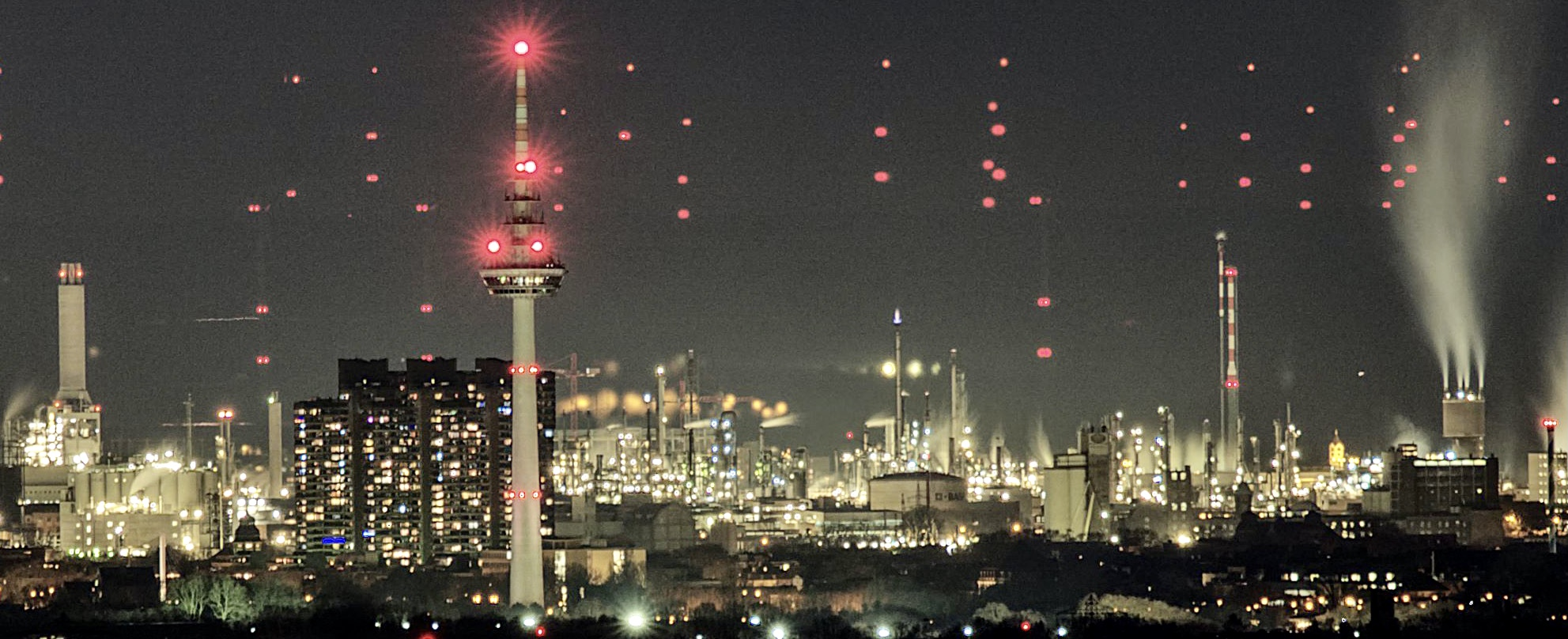
ライト、20 kmからのマンハイムの通信塔、40kmの視覚距離からの背景の風力タービンによる航空障害物の特定

航空障害灯（こうくうしょうがいとう）は、夜間に飛行する航空機に対して超高層建築物や管制塔、発電所などの建築物、あるいは煙突、鉄塔といった構築物の存在を示すために使用される赤色または白色の電灯であり、これらは点灯または明るくなったり暗くなったりする明滅を行う。
航空保安施設のうち、航空灯火のひとつ。

## 概要
日本国内において、航空法第51条により地表又は水面から60メートル以上の高さの建造物などには航空障害灯の設置が義務付けられている。
さらに、骨組構造の建造物や細長い煙突には昼間障害標識（赤白の塗装）の設置を義務付けられているものがある。
また、超高層ビルが密集している地域の場合、60メートル以上でも一部のビルには障害灯を設置しなくてもよい場合がある。
なお、日本において最初に航空障害灯が設置されたのは、東京タワーである。

## 航空障害灯の種類
航空障害灯は航空法施行規則第127条で分類されており、低光度、中光度、高光度などいくつかの種類がある。高光度の赤色障害灯は存在しない。
光源は白熱電球が主だが、航空障害灯メーカーの多くは長寿命かつ消費電力の少ないLEDを用いる航空障害灯をラインナップに加えている。

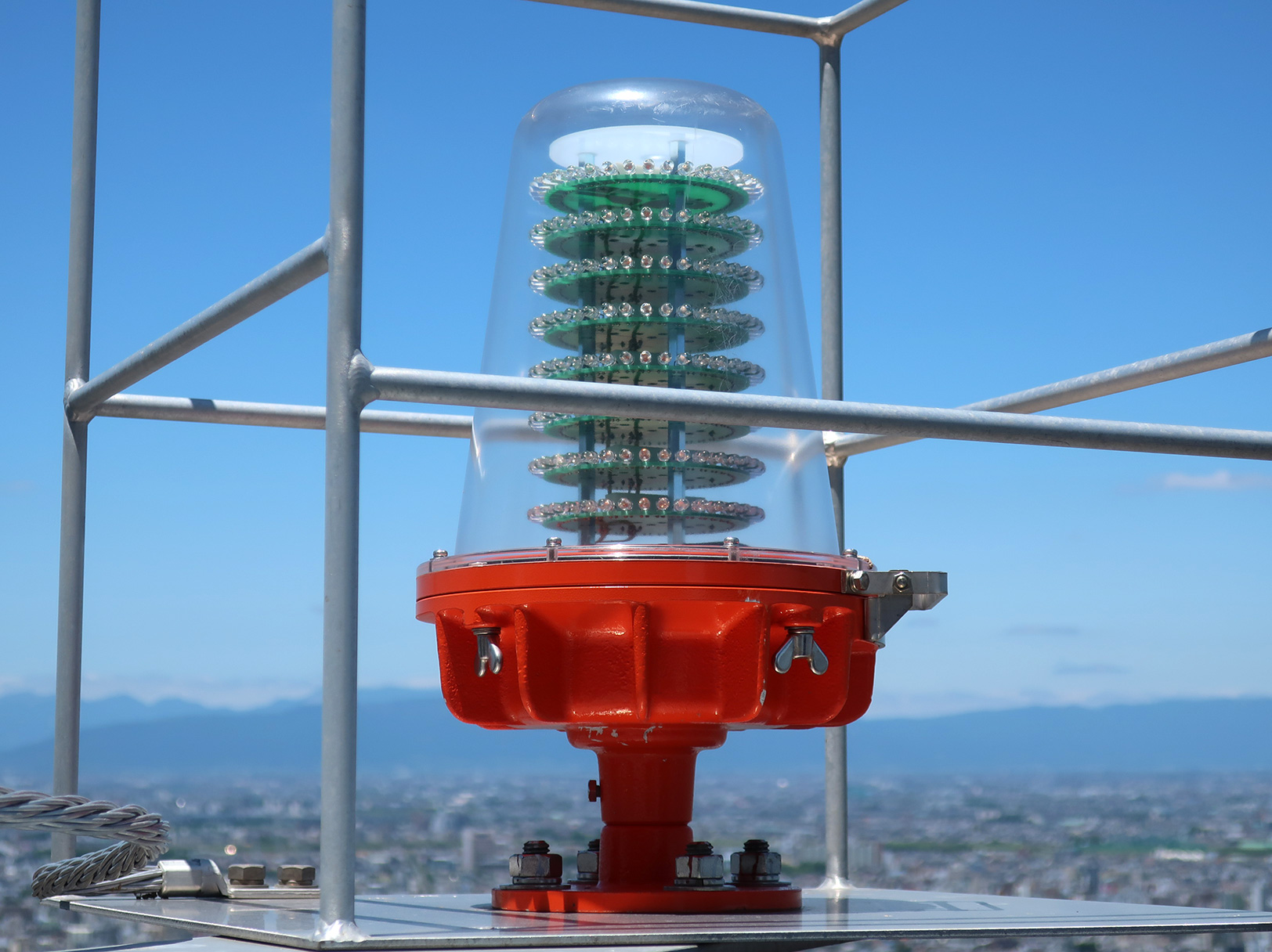
低光度航空障害灯（LED式）

### 低光度赤色航空障害灯
高さ60メートル以上の建造物に設置される。明滅はしない。10cd、32cd、100cdなどの明るさの物がある。建設用クレーンに点いているのはこの種類の航空障害灯である。
- 60メートル以上150メートル未満の高層ビルの場合、屋上の四隅に100cdの低光度障害灯を設置する。
- 150メートル以上の超高層ビルの場合、屋上の四隅のうち2箇所（残り2箇所は中光度赤色障害灯）とこれより52.5メートル毎ずつ下に設置する。ただし、高さ97.5メートル未満の位置には設置しない。
- 60メートル以上の鉄塔・煙突の場合、昼間障害標識を設置するか、白色航空障害灯を設置する。昼間障害標識を設置する場合、赤色航空障害灯の設置が必要である。

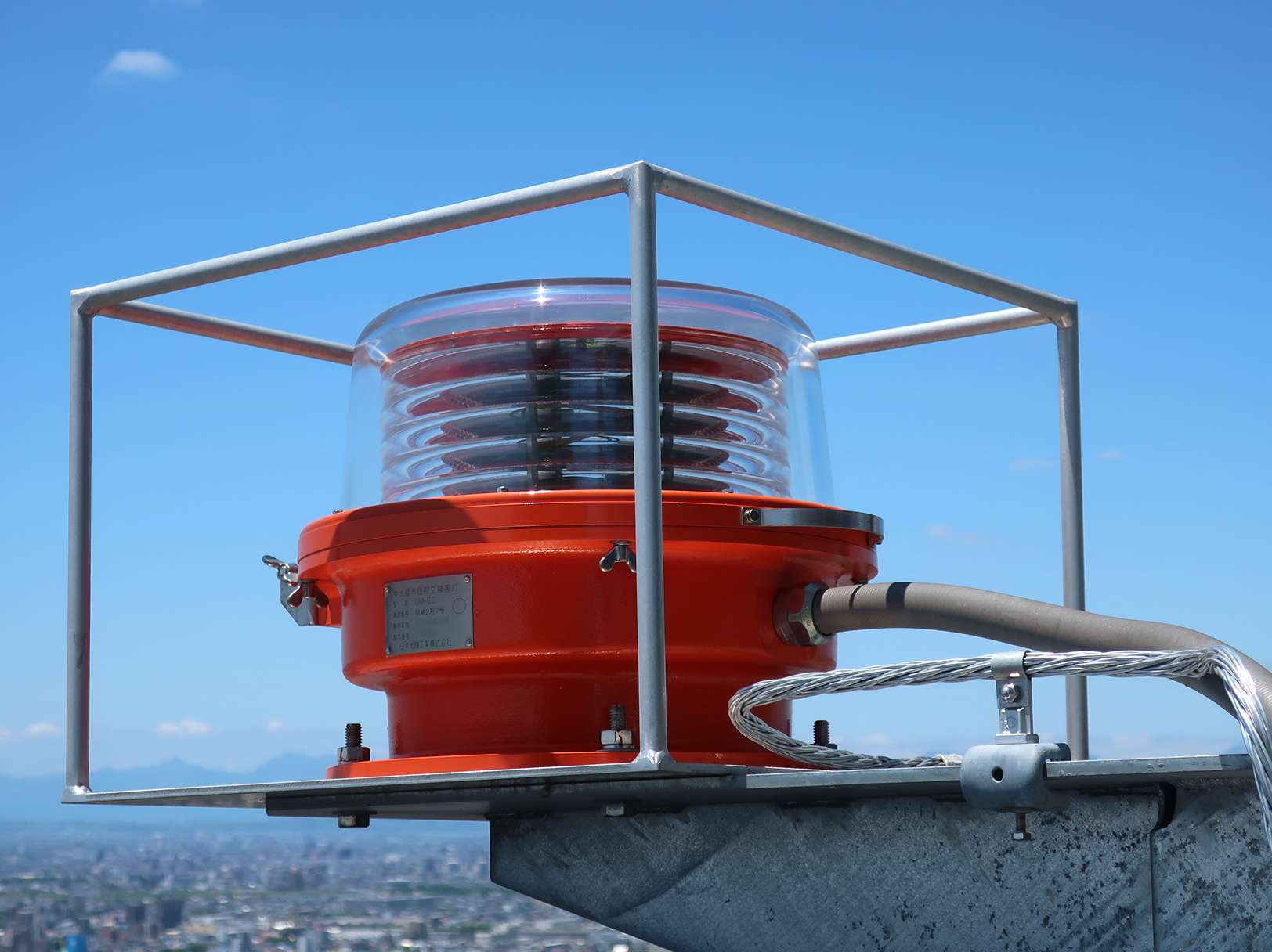
中光度航空障害灯（LED式）

### 中光度赤色航空障害灯
電球式の物は低光度のものを縦に二つ重ねたような形をしている。明るさは多くの物が1600cdであり明滅する。90メートル以上の煙突・鉄塔の最上部に設置が義務付けられていて、さらに高さ210メートル以上になると、最上部と最上部より105メートル下の位置に中光度の障害灯を設置する。
150メートル以上の超高層ビルについては、最上部の四隅のうち2箇所に、対になるように設置することが義務付けられている。残りの2箇所には100cdの低光度赤色航空障害灯を設置する。

### 白色航空障害灯
カメラのフラッシュのように閃光を発する航空障害灯である。中光度と高光度の物があり、60メートル以上の煙突・鉄塔で昼間障害標識を設置しない場合に中光度の白色航空障害灯の設置が義務付けられている。150メートル以上の煙突・鉄塔には高光度の白色航空障害灯が設置を義務付けられている。超高層ビルには白色航空障害灯は設置しない。

## 航空障害灯の設置される例

### 煙突・鉄塔・骨組構造
赤色航空障害灯が設置される場合もあれば、閃光を発する白色航空障害灯が設置されている場合もある。
- 工場などの煙突
- 吊り橋、斜張橋などの主塔
- 送電線の鉄塔
- 電波塔（東京タワーなど）
- 大型の風力発電機

### 高層ビル
ビルの場合、赤色以外の航空障害灯は設置されない。
- 60メートル以上150メートル未満の高層建築物[2]
- 150メートル以上の超高層建築物[3]

### その他
あまりにも大きい銅像・石像などにも設置されることがある。日本では牛久大仏（全高120メートル）や仙台大観音（全高100メートル）などの例がある。また60メートルに満たない建造物でも、県営名古屋空港に近い小牧山（愛知県小牧市）の頂上にある小牧城に設置されている例もある。
また、北海道旭川市に所在したイオン春光店は、3階建てながら、陸上自衛隊旭川駐屯地に隣接し、滑走路の末端に近いため、航空障害灯が2か所設置されていた。